# Simone Pepe
Simone Pepe (30. srpen 1983, Albano Laziale, Itálie) je bývalý italský fotbalový záložník, který se po hráčské kariéře stal sportovní agent.

## Přestupy
- z Udinese do Juventus za 2 600 000 Euro (spoluvlastnictví)
- z Udinese do Juventus za 7 500 000 Euro

## Statistika

### Klubová
| Sezóna             | Klub               | Liga               | Liga   | Liga | Domácí poháry | Domácí poháry | Domácí poháry | Kontinentální poháry | Kontinentální poháry | Kontinentální poháry | Celkem | Celkem |
| Sezóna             | Klub               | Soutěž             | Zápasy | Góly | Soutěž        | Zápasy        | Góly          | Soutěž               | Zápasy               | Góly                 | Zápasy | Góly   |
| ------------------ | ------------------ | ------------------ | ------ | ---- | ------------- | ------------- | ------------- | -------------------- | -------------------- | -------------------- | ------ | ------ |
| 2001/02            | Řím                | Serie A            | 0      | 0    | IP+IS         | 0+0           | 0             | LM                   | 0                    | 0                    | 0      | 0      |
| 2002               | Lecco              | Serie C1           | 5      | 0    | -             | 0             | 0             | -                    | 0                    | 0                    | 5      | 0      |
| 2002/03            | Teramo             | Serie C1           | 31+2   | 11   | -             | 0             | 0             | -                    | 0                    | 0                    | 33     | 11     |
| 2003/04            | Palermo            | Serie B            | 19     | 1    | IP            | 5             | 2             | -                    | 0                    | 0                    | 24     | 3      |
| 2004/05            | Piacenza           | Serie B            | 30     | 12   | IP            | 2             | 1             | -                    | 0                    | 0                    | 32     | 13     |
| 2005/06            | Palermo            | Serie A            | 3      | 0    | IP            | 0             | 0             | PU                   | 3                    | 0                    | 6      | 0      |
| Celkem za Palermo  | Celkem za Palermo  | Celkem za Palermo  | 22     | 1    | -             | 5             | 2             | -                    | 3                    | 0                    | 30     | 3      |
| 2006               | Udinese            | Serie A            | 6      | 0    | IP            | 3             | 0             | PU                   | 0                    | 0                    | 9      | 0      |
| 2006/07            | Cagliari           | Serie A            | 36     | 3    | IP            | 3             | 0             | -                    | 0                    | 0                    | 39     | 3      |
| 2007/08            | Udinese            | Serie A            | 33     | 3    | IP            | 5             | 2             | -                    | 0                    | 0                    | 38     | 5      |
| 2008/09            | Udinese            | Serie A            | 33     | 4    | IP            | 1             | 0             | PU                   | 11                   | 2                    | 45     | 6      |
| 2009/10            | Udinese            | Serie A            | 32     | 7    | IP            | 4             | 0             | -                    | 0                    | 0                    | 36     | 7      |
| Celkem za Udinese  | Celkem za Udinese  | Celkem za Udinese  | 104    | 14   | -             | 13            | 2             | -                    | 11                   | 2                    | 128    | 18     |
| 2010/11            | Juventus           | Serie A            | 30     | 5    | IP            | 2             | 0             | EL                   | 10                   | 0                    | 42     | 6      |
| 2011/12            | Juventus           | Serie A            | 31     | 6    | IP            | 2             | 0             | -                    | 0                    | 0                    | 33     | 6      |
| 2012/13            | Juventus           | Serie A            | 1      | 0    | IP+IS         | 0+0           | 0             | LM                   | 0                    | 0                    | 1      | 0      |
| 2013/14            | Juventus           | Serie A            | 2      | 0    | IP+IS         | 1+0           | 0             | LM+EL                | 0+0                  | 0                    | 3      | 0      |
| 2014/15            | Juventus           | Serie A            | 12     | 1    | IP+IS         | 3+0           | 0             | LM                   | 1                    | 0                    | 16     | 1      |
| Celkem za Juventus | Celkem za Juventus | Celkem za Juventus | 76     | 12   | -             | 8             | 1             | -                    | 11                   | 0                    | 95     | 13     |
| 2015/16            | Chievo             | Serie A            | 22     | 2    | IP            | 1             | 0             | -                    | 0                    | 0                    | 23     | 2      |
| 2016/17            | Pescara            | Serie A            | 12     | 0    | IP            | 0             | 0             | -                    | 0                    | 0                    | 12     | 0      |
| Celkově            | Celkově            | Celkově            | 340    | 55   | -             | 33            | 7             | -                    | 25                   | 2                    | 398    | 64     |

### Reprezentační

#### Statistika na velkých turnajích
| Reprezentace | Rok     | Zápasy             | Zápasy | Zápasy      | Zápasy           | Zápasy           | Zápasy   |
| Reprezentace | Rok     | Fáze turnaje       | Datum  | Soupeř      | Odehraných minut | Vstřelené branky | Výsledek |
| ------------ | ------- | ------------------ | ------ | ----------- | ---------------- | ---------------- | -------- |
| Itálie       | MS 2010 | 1 zápas ve skupině | 14. 6. | Paraguay    | 90               | 0                | 1:1      |
| Itálie       | MS 2010 | 2 zápas ve skupině | 20. 6. | Nový Zéland | 45               | 0                | 1:1      |
| Itálie       | MS 2010 | 3 zápas ve skupině | 24. 6. | Slovensko   | 90               | 0                | 2:3      |

## Úspěchy

### Klubové
- vítěz italské ligy (4x)

Juventus: 2011/12, 2012/13, 2013/14, 2014/15
- vítěz 2. italské ligy (1x)

Palermo: 2003/04
- vítěz italského poháru (1x)

Juventus: 2014/15

### Reprezentační
- 1× na MS (2010)
- 1× na Konfederačním poháru FIFA (2009)
- 1× na ME U21 (2006)